# IC 1596
IC 1596 је спирална галаксија у сазвјежђу Рибе која се налази на листи објеката дубоког неба у Индекс каталогу.
Деклинација објекта је + 21° 31' 23" а ректасцензија 0h 54m 42,7s. Привидна величина (магнитуда) објекта IC 1596 износи 14,0 а фотографска магнитуда 14,8. IC 1596 је још познат и под ознакама UGC 550, MCG 3-3-7, CGCG 458-9, KARA 39, PGC 3219.